# Теннис на летних Олимпийских играх 1904
Соревнования по теннису на летних Олимпийских играх 1904 прошли с 29 августа по 5 сентября. Всего участвовали 36 спортсменов из двух стран. Женщины потеряли своё право соревноваться на этих Играх, и поэтому были разыграны только два мужских комплекта медалей.

## Медали

### Общий медальный зачёт
(Жирным выделено самое большое количество медалей в своей категории; принимающая страна также выделена)
| Общее количество медалей |        |        |         |        |       |
| Место                    | Страна | Золото | Серебро | Бронза | Всего |
| 1                        | США    | 2      | 2       | 4      | 8     |

### Медалисты
| Дисциплина       | Золото                        | Серебро                          | Бронза                        |
| Одиночный разряд | Билс Райт США                 | Роберт Лерой США                 | Альфонсо Белл США             |
| Одиночный разряд | Билс Райт США                 | Роберт Лерой США                 | Эдгар Леонард США             |
| Парный разряд    | США Эдгар Леонард · Билс Райт | США Альфонсо Белл · Роберт Лерой | США Кларенс Гамбл · Артур Уир |
| Парный разряд    | США Эдгар Леонард · Билс Райт | США Альфонсо Белл · Роберт Лерой | США Джозеф Уир · Аллен Уэст   |

## Страны
В соревнованиях приняло участие 36 спортсменов из двух стран:

В скобках указано количество спортсменов
- Германия (1)
- США (35)